# Winds
I Winds sono stati un gruppo neoclassical metal/progressive metal Norvegesi attivi dal 1998 al 2007.

## Storia
La loro musica era influenzata dalla musica classica. I testi, scritti da Andy Winter, sono influenzati da teorie filosofiche esoteriche (Piano astrale) e dall'esistenzialismo. Nati come side-project ma si trasformarono sempre più un vero e proprio gruppo composto da Hellhammer (Mayhem, Arcturus, Dimmu Borgir), da August (Arcturus, Tritonus), Erik Si (Tulus) ed Andy Winter.

## Formazione
- Eikind - voce, basso
- Carl August Tidemann - chitarra
- Andy Winter - pianoforte
- Hellhammer - batteria

## Discografia
- 2001 - Of Entity and Mind
- 2002 - Reflections of the I
- 2004 - The Imaginary Direction of Time
- 2007 - Prominence and Demise